# Jean-Louis Chalmel
Pour les articles homonymes, voir Chalmel.
Jean-Louis Chalmel est un homme politique, historien et essayiste français, né le 1er octobre 1756 à Tours (Indre-et-Loire) et décédé le 26 novembre 1829 à Tours.

## Biographie
Jean-Louis Chalmel est le fils de Jean Louis Chalmel, marchand fripier / tapissier, et de Louise Julie Delon. Il épouse Elisabeth Maingot le 16 mars 1805 : il est alors bibliothécaire et conservateur de la bibliothèque de la ville de Tours.
Jean-Louis Chalmel étudia le droit puis s'établit à Paris comme avocat. Il quitta ensuite le barreau pour l'administration et suivit l'intendant Foulon à Port-au-Prince. Partisan enthousiaste de la Révolution, il faillit être arrêté et rentra à Tours où il fut nommé secrétaire général du département. 
Après la chute de Robespierre, il retourna à Paris et passa secrétaire général de l'Instruction publique. Mais le Directoire lui retira cette fonction et il regagna la Touraine où il fut élu successivement administrateur du département et commissaire du Directoire auprès la municipalité de Tours. Il fut élu député d'Indre-et-Loire au Conseil des Cinq-Cents Le 22 germinal an VI. 
L'année suivante, il fut accusé d'avoir protesté en 1793, contre les journées fatales aux Girondins du 31 mai et du 2 juin. Il se défendit puis attaqua à son tour l'élection du directeur Treilhard comme contraire à la Constitution et dénonça les agents provocateurs qui excitaient le tumulte des tribunes. Il accusa le Directoire d'employer sa police à la surveillance des députés. 
Rallié aux républicains les plus avancés, il appuya, contre les menées de Bonaparte, la motion de déclarer la patrie en danger, et défendit la Constitution au 18 brumaire. Le lendemain, il fit partie des soixante et un députés exclus de la représentation nationale mais sans rancune envers le premier consul, des l'an IX, il accepta les fonctions de directeur des droits réunis à Mayence.
Au retour de l'île d'Elbe, l'empereur le nomma sous-préfet de Loches, et fut élu par l'arrondissement de Tours représentant à la Chambre des Cent-Jours, par 48 voix sur 98 votants contre 45 données à M. Doslaudes, maire de Loches. 
À la seconde Restauration, Jean-Louis Chalmel retourna à la vie privée.
Avec son épouse, il a au moins deux enfants : Mutius-Scaevola Chalmel (1794-1848), militaire, officier de la Légion d'honneur, blessé lors de la campagne de France (1814) et mort à Oran ; Zélie Chalmel (née en 1797).

## Mandats
Député antibonapartiste au Conseil des Cinq-Cents du 11 avril 1798 au 26 décembre 1799 en Indre-et-Loire. 
Représentant à la Chambre des Cent-Jours du 11 avril 1815 - 13 juillet 1815 en Indre-et-Loire.

## Œuvres et Essais
- Garat et Ginguené, membres de la Commission de l'instruction publique, intrigans et dilapidateurs, ou Lettre de J.-L. Chalmel, ex-secrétaire général de la Commission de l'instruction publique, à Garat et Ginguené (1793)
- 17e Lettre de Caton, traduite de l'anglais de Thomas Gordon
- Hommage au Conseil général du département d'Indre-et-Loire, à l'occasion de l'inauguration du buste du premier consul Bonaparte, par un des employés de la préfecture
- Tablettes chronologiques de l'histoire civile et ecclésiastique de Touraine, suivies de mélanges historiques relatifs à la même province (1818)
- Histoire de Touraine depuis la conquête des Gaules par les Romains jusqu'à l'année 1790 ; suivie du dictionnaire biographique de tous les hommes célèbres nés dans cette province (1828)
- Précis des événements qui ont eu lieu à Tours, le 9 thermidor (1868)

## Sources
- Notices d'autorité :   - VIAF
  - ISNI
  - BnF (données)
  - IdRef
  - LCCN
  - GND
  - Pays-Bas
  - WorldCat
- Ressource relative à la vie publique :   - Base Sycomore
- Ressource relative au spectacle :   - César
- « Jean-Louis Chalmel », dans Adolphe Robert et Gaston Cougny, Dictionnaire des parlementaires français, Edgar Bourloton, 1889-1891 [détail de l’édition]